# Ermengol VIII. (Urgell)
Armengol VIII. von Urgell (Ermengol VIII) (* 1158; † 16. Oktober 1209) war 1184–1209 Graf von Urgell.

## Leben
Armengol war der Sohn von Graf Ermengol VII. von Urgell und der Dulce von Foix, Tochter von Graf Roger III. von Foix. Er folgte seinem Vater 1184 als Graf von Urgell. Unter seiner Herrschaft begann der Niedergang der Grafschaft Urgell, durch Kämpfe mit den Vizegrafen von Àger. Ab 1206 kam es zu Konflikten mit seinem Neffen Guerau IV. von Cabrera, der die Nachfolgerecht seiner Tochter Aurembiaix anfocht. In seinem Testament vom 30. August 1208 hatte er seine Tochter daher dem Schutz Papst Innozenz’ III. anvertraut.

## Familie
Ermengol heiratete 1178 Elvira von Subirats. Sie hatten eine Tochter: Aurembiaix (* 1196; † 1231) ⚭ I. (1208; annulliert 1228) Álvaro Pérez de Castro ⚭ II. (1229) Peter von Portugal (* 1187; † 1258), Sohn von König Sancho I. von Portugal. Sie wurde nach ihres Vaters Tod mit Jakob, dem Sohn Peters II. von Aragón, verlobt, die Verlobung wurde jedoch später annulliert.